# Lorenzo Ruiz
Lorenzo Ruiz (Binondo, 1600 circa – Nagasaki, 29 settembre 1637) è stato un catechista cattolico filippino, ucciso in Giappone con quindici compagni di fede (in gran parte frati domenicani). Nel 1987 è stato proclamato santo da papa Giovanni Paolo II.

## Biografia
Padre di famiglia, Lorenzo Ruiz si unì ad un gruppo di missionari domenicani della provincia del Santo Rosario (Filippine) e svolse il suo apostolato presso vari paesi asiatici (Taiwan, Giappone).
Il gruppo (nove sacerdoti, due frati e tre terziarie, tutti dell'Ordine dei frati predicatori, e tre laici, tra cui Lorenzo) venne arrestato a Nagasaki. Dopo essere stati sottoposti a vari tormenti, vennero tutti messi a morte (in vari periodi, tra il 1633 ed il 1637): calati a testa in giù in una fossa piena di rifiuti, vennero lasciati spegnersi lentamente.
Papa Giovanni Paolo II ha beatificato Lorenzo Ruiz ed i suoi compagni il 18 febbraio 1981 a Manila e li ha iscritti nel catalogo dei santi il 18 ottobre 1987.
La loro memoria liturgica è il 28 settembre.

## Elenco dei sedici martiri
Il gruppo di cui faceva parte Lorenzo Ruiz è conosciuto sotto il nome di sedici martiri di Nagasaki. Il Martirologio Romano li ricorda nei rispettivi anniversari della morte. Questo l'elenco completo:
- Domenico Ibanez de Erquicia Pérez de Lete, sacerdote domenicano, 14 agosto;
- Francesco Shoyemon, novizio domenicano, 14 agosto;
- Giacomo Kyuhei Gorobioye Tomonaga, sacerdote domenicano, 17 agosto;
- Michele Kurobioye, laico, 17 agosto;
- Luca Alonso Gorda, sacerdote domenicano, 19 ottobre;
- Matteo Kohioye, novizio domenicano, 19 ottobre;
- Maddalena di Nagasaki, terziaria domenicana e agostiniana, 15 ottobre;
- Marina di Omura, terziaria domenicana, 11 novembre;
- Giacinto Giordano Ansalone, sacerdote domenicano, 17 novembre;
- Tommaso Hioji Kokuzayemon Nishi, sacerdote domenicano, 17 novembre;
- Antonio Gonzalez, sacerdote domenicano, 24 settembre;
- Guglielmo Courtet (Tommaso di San Domenico), sacerdote domenicano, 29 settembre;
- Michele di Aozaraza, sacerdote domenicano, 29 settembre;
- Vincenzo Shiwozuka (Vincenzo della Croce), sacerdote domenicano, 29 settembre;
- Lorenzo Ruiz di Manila, laico, 29 settembre;
- Lazzaro di Kyoto, laico, 29 settembre.